# Uhuru Kenyatta
Uhuru Muigai Kenyatta (Nairobi, 26 ottobre 1961) è un politico keniota, presidente del Kenya dal 9 aprile 2013 al 13 settembre 2022.

## Origini
Uhuru Muigai Kenyatta, ex leader del KANU, precedentemente unico partito del Kenya, è il figlio di Ngnina Muhoho e Jomo Kenyatta, il padre dell'indipendenza del Kenya, che è stato presidente dal 1964 fino alla sua morte, avvenuta nel 1978.
In swahili, il nome Uhuru significa libertà.

## Carriera politica

### Inizi
Nominato dal secondo presidente del Kenya Daniel Arap Moi successore alla guida del KANU, nelle elezioni del 27 dicembre del 2002 Kenyatta ha subito una pesante sconfitta da parte della coalizione dei partiti di opposizione guidati da Mwai Kibaki.
Anche se il KANU aveva tenuto il potere nei 39 anni successivi all'indipendenza, ottenne solo il 31% dei voti contro il 62% a favore di Kibaki. Alcuni analisti hanno sottolineato come la sua vicinanza al presidente uscente Moi sia stata causa della sconfitta.
Nel gennaio 2005, Uhuru Kenyatta ha sconfitto Nicholas Biwott nell'avvicendamento alla presidenza del KANU, ottenendo 2.980 voti dai delegati del partito contro i 622 voti a favore di Biwott, consolidando la sua posizione di presidente e leader del KANU e dell'opposizione.

### National Alliance Party
Il 20 maggio 2012, Uhuru Kenyatta ha partecipato al lancio molto pubblicizzato del partito L'Alleanza Nazionale, presso il Centro Kenyatta International Conference. La sua presenza in occasione del lancio TNA apparve una forte indicazione per la nomination presidenziale del partito nelle elezioni per la presidenza del Kenya del 2013.
Il Ministro della Giustizia del Kenya e Ministro per gli affari costituzionali Eugene Wamalwa Eldoret e il deputato William Ruto indussero più di 70 deputati a partecipare all'assemblea: il presidente dell'Assemblea legislativa dell'Africa orientale, Abdi Ramadhan, Mohamed Yusuf Haji, Jamleck Irungu Kamau, Naomi Shaaban, Samuel Poghisio, Sam Oneri, Mohammed Kuti e i parlamentari Charles Cheruiyot Keter, Aden Bare Duale e Mohamed Maalim Mohamud parteciparono all'evento.
I discorsi in occasione del lancio ruotarono intorno alla necessità di stabilire una fiorente economia, sulla necessità di garantire i diritti delle persone di tutte le classi della società, rimarcando la necessità di una convivenza pacifica e l'esigenza di una leadership impegnata e trasformativa. La volontà di creare una classe di giovani professionisti impegnati nella leadership, di dare vita a nomination libere ed eque e processi elettorali coerenti nelle elezioni generali furono ugualmente esposte. Anche la necessità di un paese rafforzato economicamente e una chiamata a porre fine agli interessi di divisione settari nella politica di difesa contro i rischi per il Kenya di scivolare nella dittatura furono posti in evidenza.

### Le elezioni del 17 settembre 2012
Il 17 settembre 2012, il National Alliance (Kenya) Party ha avuto il suo primo vero test quando ha contestato diversi incarichi civili e parlamentari in una elezione che copriva 17 posti in totale, 3 parlamentari e 14 civili. Nel complesso, 133.054 voti sono stati espressi nei sottoprodotti elezioni e TNA ha portato il pacco dopo che ha ottenuto 38.89% e 51.878 voti, seguito dall'Orange Democratic Movement con il 33,7% e 44.837 voti, il KANU con 4,46% e 5.929 voti , Wiper Movimento Democratico con 4,44% e 5.912 voti e United Democratic Forum (Kenya) con il 4,15% e 5.520 voti.
TNA ha vinto le sedi civili e i parlamentari in 7 province diverse, mentre i suoi vicini più sfidanti, ODM ha vinto seggi in 4 province.
Il partito Alleanza Nazionale diviene così un forte concorrente per le elezioni generali del 2013, dopo aver ricevuto defezioni importanti da altri grandi partiti politici del Kenya. Tuttavia, l'incriminazione di due dei principali candidati TNA (Uhuru Kenyatta e William Ruto) alla Corte penale internazionale cominciò a minarne la credibilità.

### 2013: Elezioni Presidenziali
Uhuru Kenyatta e la sua coalizione, The National Alliance (Kenya) (TNA) si sono uniti a William Ruto e l'URP in coalizione per le elezioni presidenziali contro Raila Odinga e Kalonzo Musyoka della coalizione CORD, con Uhuru come candidato presidente e Ruto come suo vice. Uhuru vince con 6,173,433 voti, ottenedoil 50,03% delle preferenze, passando quindi la soglia costituzionale per la sua dichiarazione come vincitore. Uhuru diviene così il 4º Presidente del Kenya. Alle elezioni presidenziali del 2017 Uhuru Kenyatta ha nuovamente sconfitto Raila Odinga ottenendo il 54% dei voti, anche se il suo risultato è stato contestato dallo sfidante
Nel 2021, la siccità sta di nuovo prendendo il sopravvento. Secondo l'ONU, più di 465.000 bambini sotto i cinque anni sono malnutriti. L'insicurezza alimentare colpisce più di 2,5 milioni di persone nel paese. Uhuru Kenyatta parla di un "disastro nazionale". Tuttavia, è criticato per la lentezza della risposta umanitaria e la mancanza di pianificazione.
Lo slum di Mukuru Kwa Njenga a Nairobi è stato raso al suolo nell'ottobre 2021 per far posto all'allargamento di una strada, lasciando 40.000 persone senza casa durante la notte e senza alcuna offerta di alloggi alternativi.
Il suo governo e quello di Donald Trump sono in discussione per firmare un accordo di libero scambio.

## Evasione fiscale / Pandora Papers
Nell'ottobre 2021, il suo nome è menzionato nei Pandora Papers come uno dei politici che usano conti nascosti nei paradisi fiscali. Lui e sei membri della sua famiglia, tra cui sua madre, un fratello e due sorelle, hanno almeno 30 milioni di dollari in diverse società offshore. Possiede anche una "fondazione" segreta a Panama, con oltre 30 milioni di dollari.

## Il processo alla CPI per crimini contro l'umanità
Uhuru Kenyatta è stato accusato di crimini contro l'umanità per presunti crimini commessi dopo le elezioni presidenziali, tra il 2007 e il 2008. Dopo aver esaminato la questione, il Procuratore Capo della Corte penale internazionale ha informato la Camera Preliminare dell'intenzione di avviare un'indagine il 5 novembre del 2009, l'autorizzazione per l'inizio del processo è stata concessa il 31 marzo 2010. Kenyatta è stato accusato, in base all'articolo 25(3)(a) dello Statuto di Roma di crimini contro l'umanità per omicidio (articolo 7(l)(a)), deportazione (articolo 7(l)(d)), stupro (articolo 7(l)(g)), persecuzione (articolo 7(l)(h)); e altri atti inumani (articolo 7(l)(k)).
Le accuse riguardano la presunta volontà e pianificazione di uno sterminio degli oppositori politici collegabili al Orange Democratic Movement, principalmente di etnia Luo, Luhya e Kalenjin, che sarebbe stato perpetrato tra il 24 e il 28 gennaio 2008. Secondo le accuse Kenyatta si sarebbe reso colpevole della pianificazione dei crimini contro l'umanità di cui è accusato, sarebbe quindi, per semplificare molto, il mandante, colui che avrebbe ribaltato il concetto di legalità nel proprio Paese con una conseguente deriva criminale degli organi dello stato.
Il 5 dicembre 2014 il Procuratore ha ritirato le accuse per mancanza di prove ed il caso è stato conseguentemente archiviato il 13 marzo 2015.